# گمینا وابیشن
گمینا وابیشن (به لهستانی:  Gmina Łabiszyn) یک گمینا در لهستان است که در شهرستان ژنین واقع شده‌است. گمینا وابیشن ۱۶۶٫۹۲ کیلومتر مربع مساحت و ۹٬۴۳۵ نفر جمعیت دارد.